# おカマ白書
『おカマ白書』（おカマはくしょ）は山本英夫による日本の漫画作品。ヤングサンデー連載。

## 概要
「女装させられた自分に惚れてしまった主人公がゲイバーで働き、そこで出会った女性と付き合うが…」という山本英夫作品では珍しいギャグ・ラブコメ作品ではあるが、後半になるとシリアスな展開も含まれる。
OVA、Vシネマ化されるなど人気もあったが、連載途中で同性愛者団体「動くゲイとレズビアンの会」から「同性愛を軽視している」と抗議を受け、単行本は3巻以降発売中止となり、また有害コミック騒動の影響もあってそれまで刊行された1・2巻も書店から回収されてしまう。
その後、紆余曲折を経て、1996年から1997年にかけて全話収録した完全版（全5巻）が発売され（カバーイラストは新規に描き下ろし）、2009年には文庫版（全3巻）も発売された。但し、特に単行本1・2巻に収録された話では、現在では不適切・問題とされる表現も含まれているため、完全版の発行にあたってはその該当箇所の吹き出しの台詞の改変やカットの修正が行われ、また巻末で「動くゲイとレズビアンの会」のコメントも掲載されている。

## あらすじ
「男とは…」と、真の男のあるべき理想の姿を、大学のキャンパスで友人の田中にアツく語る岡間進也。「本物の『愛』ってものを見つけたい」とまで言い出す始末。
そんなある日、コンパで泥酔していた岡間進也は、いたずらで女装の格好をさせられる。化粧されカツラを被せられると…周りがビックリするほどの美人に変身。しかもコンパで女装したことは全然覚えておらず、後日その女装姿の写真を見せられた瞬間、映っていた自分の姿を見て「俺が探していた人はこの人なんだ～!!」と一目ぼれしてしまう。
進也から「…紹介してくれるよな?」と頼まれ、困りながらもふと思いついた田中は、おかまバー「モーリス」に進也を連れて行く。進也はそこで女装させられた自分の姿を見て、初めて理想の女性が自分の女装姿だったと気づく。当然に激怒した進也だったが、（おかま紹介料欲しさの）田中に適当な理由をつけられながら「モーリス」でオカマホステスとして働くことを勧められ、源氏名「（コマンドー）キャサリン」として働き始めることを決意する。
キャサリンとしてデビューした初日、進也は来店客の1人、女子大生・ミキに一目ぼれしてしまう。ミキはれっきとした女性だが、なんと容姿がキャサリンそっくり。「まさに自分が理想とする女性だ」と感じた進也は、「ミキちゃんに近づきたい、男としてミキちゃんと付き合いたい」と思うようになり、積極的に近づき仲良くなる。そして、ミキもキャサリン目当てに、モーリスの常連客として来店するようになる。
憧れのミキちゃんと仲良くなれた…でも、彼女はキャサリンとして接してくれているのであり、男としての進也としては接してくれていない。そんなジレンマを抱えていたある日、ミキには彼氏がいることが判明する。だが、その彼氏は実はプレイボーイでありミキもカラダ目当て…と知った進也は、ミキを幸せにさせるため、何とか別れさせ、男としてミキに告白しようとする。
彼氏とは別れさせることには成功したが、キャサリンの正体に気づかず「キャサリンはキャサリン、進也さんは進也さん」としか見てくれないミキに失望した進也は、ついにキャサリンとの決別を決意し、「モーリス」を辞めるまでになる。
それからしばらくして、たまたま誘われたコンパで酔ったところで男から危うく貞操を奪われそうになったミキを、進也は体を張って守ったことがきっかけで、お互い交際を始めるようになる。ミキは、キャサリンではなく、進也を選んだのだった。そして二人は結ばれるも、進也の心の中にはある疑問が生まれてしまう。「自分が本当に好きなのは、女装した自分ではないか?」と…。

## 登場人物
岡間進也（おかま しんや）／キャサリン
主人公。キャサリンは女装姿でモーリスでの源氏名。キャサリンとしては、ミキの大親友。
ミキにはキャサリンの正体が自分だとバレたのは、ミキと付き合いだしてから。しかも思いもよらぬバレ方をしてしまう。
田中康之（たなか やすゆき）
岡間を女装させ、モーリスを紹介した張本人。進也とは同じ大学に通う友人。最後には太郎と結婚式を挙げてしまう。
ミキ
バーの客で、キャサリンに瓜二つの女性。おでこにつけている大きなリボンが特徴。たまたまモーリスに来ていた時、進也は一目ぼれしてしまう。進也・田中とは同じ大学に通っている。
キャサリンとは親しくなってからモーリスの常連客となるが、最初は「キャサリンはおかまじゃなくキャサリン」とおかまとキャサリンは別（の存在）と信じ込んでいた。
後述のOVA版では「雨宮」という苗字が設定されている。
ママ
モーリスのチーママ。まつ毛と唇がぶ厚く、アゴが出ている（若き日の王貞治のような顔）。キャサリンこと進也のよき理解者でもある。ただ、怒ると何をしでかすか分からない…らしい。
山崎太郎（やまざき たろう）
モーリスのホステス。ロン毛で整った顔立ちをしており、見た目は結構女性っぽいが体毛が濃い。周りからは「太郎」と呼ばれているが、本名なのかは不明。
キャサリンに心底惚れてしまい、進也と真剣に結婚したいと思うようにまでなる。そのため終いには豊胸手術まで受け、性転換寸前までいく…が、最後に田中と結婚してしまう。
橋本孝之（はしもと たかゆき）
ミキの彼氏だが遊び人のヤリチン。やはり、進也らと同じ大学に通う。
進也はキャサリンに扮してミキと別れさせようと説得するが、不用意な発言から逆に「（進也は）ミキを狙っている」と勘付かれてしまう。
終いには進也にハメられ、女とはセックスできなくなるほどのトラウマを植えつけられる。結局精神的ショックから立ち直れず、世界を放浪するようになる。
最後に登場するシーンでは何故か苗字を「高橋」と誤記されている。
矢留木男（やるき だん）
進也の故郷の先輩で、進也からは「男先輩」と呼ばれている。突然「今から寄らせてもらう」と手紙一つよこしただけでいきなり上京、暫く進也のアパートに居候してしまう。鼻から下は髭が濃く、剃り跡が分かるくらい。角刈り、ランニングシャツ一枚にジーパン姿で、『男』と書かれたベルトをつけている。
「真の男とは…」と、男のあり方についてアツく語る硬派で、進也に影響を与えた人物…なのだが、進也が寝てるそばで自慰したり、キャサリンからタマの裏をコチョコチョされることにハマったり、ふと仲良くなったミキとあわや性行為しかけるなど、進也曰く「肉欲の塊」で単なるスケベ。
ヤンエグ久保田（やんえぐくぼた）
物語中盤で登場する、メガネをかけたイケメンのヤン（グ）エグ（ゼクティブ）。常に表情が硬い。「モーリス」の常連となり、キャサリンに交際を申し込もうとする。キャサリンこと進也は当初ノーサンキューだったが、彼の男らしさに惚れてしまい、OKしかける（でも、正気に戻って再びミキを追いかけるように）。

## OVA
アニメではあるが、街中の景色のシーンはビデオ撮影したものも混ざっており、アニメ → 実写 → アニメと目まぐるしく変わるところがある。
1. 運命の変身編（1991年4月12日）
2. 真夏のハプニング編 （1991年11月8日）
3. 男の決心編 （1992年2月6日）

### スタッフ
- 原作：山本英夫
- 監督：木暮輝夫
- 企画：西野聖市
- 脚本：山神一平
- 作画監督：木暮輝夫
- 美術：孫秀光
- 音楽：竹村次郎
- 主題歌：日高正人
- 制作：ナック

### 声の出演
- 堀川亮 - 岡間進也
- 天野由梨 - キャサリン
- 森村あすか - 雨宮ミキ
- 二又一成 - 田中康之
- 大泉滉 - バー「モーリス」ママ
- 山田栄子 - 山崎太郎
- 緒方賢一 - 井上社長
- 鈴木勝美 - 橋本孝之

### 主題歌
エンディングテーマ - 「おかま音頭」
作詞 - 佐藤いのち / 作曲 - 竹村次郎 / 歌 - 日高正人、おかまクラブ
挿入歌 - 「愛のたずね人」
作詞 - 佐藤いのち / 作曲 - 竹村次郎 / 歌 - 春田章一郎、森村あすか